# 로잘린드

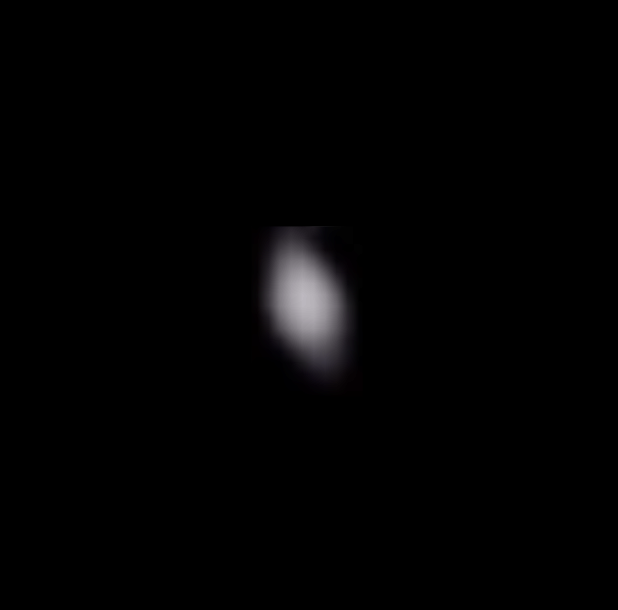

로잘린드(Rosalind)는 천왕성의 안쪽 위성이다. 1986년 1월 13일 보이저 2호에 의해 찍인 사진을 통해 발견되었으며, 임시 명칭 S/1986 U 4가 부여되었다. 윌리엄 셰익스피어의 희곡 당신 뜻대로의 추방된 듀크공작의 딸의 이름을 따서 지어졌다. Uranus XIII라는 명칭으로도 불린다.

## 같이 보기
- 천왕성의 위성